# 蕭玉燦
蕭玉燦（1914年3月23日—1981年11月20日），印度尼西亞華裔政治人物，印度尼西亞國籍協商會（國協）和共和大學的創立人，於1946年至1965年期間歷任少數民族事務國務部長、人民代表會議（國會）議員等公職。他鼓勵當地華人保留文化身份，成為印尼民族的一員，參與印尼的社會建設。
蕭玉燦在泗水出生，小時曾在中華會館學校和荷蘭式學校接受教育。畢業後他開始追隨持反殖思想的印尼中華黨領袖林群賢，並在對方的協助下進入新聞界，先後在《新直報》（Sin Tit Po）泗水分社和中華黨機關報《太陽報》（Mata Hari）任職，在此期間他結識了印度尼西亞共產黨黨員陳粦如，開始接觸馬克思主義和反法西斯主義，並把美國記者埃德加·斯諾介紹中國共產黨黨情的著作《紅星照耀中國》翻譯成印尼文。他在中國抗日戰爭爆發後參加過賑濟中國人民的賑災會，並於1942年日本佔領東印度群島時避過日軍的搜捕。
1945年8月印尼宣布獨立後，蕭玉燦於1946年獲蘇卡諾總統委任為印度尼西亞中央國民委員會委員（相當於後來的國會議員）、至1947年升任該委員會的工作委員會委員（常委），並短暫加入了第一、二屆阿米爾·謝里夫丁內閣，擔任少數民族事務國務部長。之後他一度因為1948年9月的茉莉芬事件和荷軍第二次警察行動而兩度被收押，至1949年8月獲釋。同年荷蘭承認印尼獨立後，蕭玉燦續任國會議員，復於1954年參與成立國協並擔任總主席。他在國會裏反對限制華人加入印尼國籍、打壓華商等措施，並協助解決兩國之間的雙重國籍問題。而國協除了政治活動，還創立了共和大學和多所中小學，為國立學校未予錄取的學生提供教育。
在華人問題方面，蕭玉燦和國協主張「整合論」，即華人應在政治上認同印尼，與其他印尼人合作，一起為印尼謀福祉。他反對華人藉由改名換姓、通婚、放棄中華文化等手段融入印尼社會；認為華人應該成為印尼的一個部族，保留本身的文化身份。由於蕭玉燦是馬克思主義者，所以1965年九三〇事件失敗後，當局勒令國協解散，燒毀共和大學（後改為特利剎蒂大學），又未經審訊把他囚禁了12年。他在1978年獲釋出獄，之後前往荷蘭接受治療，至1981年心臟病發逝世。

## 備註
1. ↑  他的意見於1955年以換文的形式補充到稍早前由印尼和中華人民共和國簽訂的《中国和印度尼西亚关于双重国籍问题的条约》中，換文內容為：印尼政府認為部分印尼華人的社會、政治地位已證明他們“已经不言而喻地”放棄中國國籍，所以他們屬於印尼國籍，不需進行國籍選擇。而根據條約選擇國籍的人士也不須在1975年條約期滿後也不需在進行國籍選擇。印尼於1969年單方面宣布廢除該條約。

## 腳註
1. ↑  Coppel 2012，第970-971頁.
2. 1 2  Coppel 2012，第972頁.
3. 1 2  张晶 2019.
4. 1 2  Go 1982，第125頁.
5. 1 2  Hidayat, Pamungkas & Yuliastuti 2014.
6. ↑  Go 1982，第123, 126頁.